# Phạm Tử Dương
Phạm Tử Dương (1929–2009) là một sĩ quan cấp cao trong Quân đội nhân dân Việt Nam, hàm Thiếu tướng, Giáo sư, Tiến sĩ, nguyên Phó Viện trưởng kiêm Chủ nhiệm khoa A1 Bệnh viện Trung ương Quân đội 108, Phó phòng Quân y Quân chủng Phòng – Không Không quân

## Thân thế và sự nghiệp
Ông quê tại thôn Hòe Lâm, xã Ngọc Lâm, huyện Mỹ Hào, tỉnh Hưng Yên.
Năm 1946, ông tham gia hoạt động cách mạng tại địa phương (Vĩnh Phúc) khi toàn quốc kháng chiến bắt đầu.
Tháng 7 năm 1950, nhập ngũ vào Trường Quân dược.
Tháng 10 năm 1950, xuất ngũ và theo học tại Trường Đại học Y khoa kháng chiến.
Tháng 2 năm 1951, tái ngũ vào ngành Quân y.
Năm 1951, vừa đi học vừa tham gia Đội điều trị 5.
Tháng 10 năm 1952, về công tác tại Đội điều trị Đại đoàn 308.
Tháng 7 năm 1953, công tác tại Đội điều trị 2.
Năm 1955, ông tiếp tục theo học Trường Đại học Y Hà Nội.
Năm 1956, được điều về làm trợ lý Huấn luyện Cục Quân y.
Năm 1957, tiếp tục học Đại học Y rồi tốt nghiệp bác sĩ Y khoa Trường Đại học Y Hà Nội.
Năm 1958, Chủ nhiệm Quân y bộ đội Phòng không, sau đó là Phó phòng Quân y Quân chủng Phòng không Không quân.
Năm 1964, Chủ nhiệm Khoa Nội 7 (các bệnh máu – độc – xạ) Viện Quân y 103.
Năm 1966, ông làm Chủ nhiệm Khoa nội A1 (nội cán bộ) Viện Quân y 108.
Năm 1970, đi thực tập sinh sau đại học về tim mạch tại Hungary.
Tháng 8 năm 1973, được cử giữ chức vụ Chủ nhiệm Khoa A1 Viện Quân y 108.
Tháng 7 năm 1981, ông được bổ nhiệm làm Phó Giám đốc kiêm Chủ nhiệm Khoa A1 Viện Quân y 108.
Năm 1981, Ủy viên Hội đồng bảo vệ sức khỏe Trung ương.
Năm 1989, là chuyên viên đầu ngành tim, thận, khớp, Trưởng tiểu ban nội thuộc Hội đồng Y học quân sự.
Tháng 10 năm 1988, đi thực tập nghiên cứu ngắn hạn tại nước Cộng hòa Pháp.
Tháng 2 năm 1995 ông làm cộng tác nghiên cứu, chuyên viên của Bệnh viện Trung ương Quân đội 108 và Cục Quân y.
Tháng 3 năm 2002 ông nghỉ hưu.
Ông được phong hàm Thiếu tướng năm 1990.

## Khen thưởng
- Thầy thuốc nhân dân (1995)
- Huân chương Quân công hạng Ba
- Huân chương Chiến công hạng Ba
- Huân chương Chiến thắng (chống Pháp) hạng Ba
- Huân chương Kháng chiến chống Mỹ cứu nước (hạng Nhất, Ba)
- 3 Huân chương Chiến sĩ vẻ vang (hạng Nhất, Nhì, Ba)
- Huy chương Quân kỳ quyết thắng
- Huy chương Vì thế hệ trẻ
- Huy chương Vì sức khỏe nhân dân
- Huy chương Vì sự nghiệp Khoa học công nghệ
- Huy hiệu 40 năm tuổi Đảng.